# Freshford (stacja kolejowa)
Freshford – stacja kolejowa we wsi Freshford w hrabstwie Somerset na linii kolejowej Wessex Main Line. Na stacji nie zatrzymują się pociągi pośpieszne.

## Ruch pasażerski
Ze stacji korzysta ok. 25 552 pasażerów rocznie (dane za rok 2007). Posiada bezpośrednie połączenia z Bristolem, Bath Spa, Southampton, Weymouth i Salisbury. Pociągi odjeżdżają ze stacji na każdej z linii w odstępach co najwyżej godzinnych w każdą stronę. 

## Obsługa pasażerów
Przystanek autobusowy, parking na 5 miejsc samochodowych. Pasażerów wsiadających na tej stacji nie obowiązuje taryfa karna  Penalty Fares.